# Apodanthera tumbeziana
Apodanthera tumbeziana är en gurkväxtart som beskrevs av Hermann August Theodor Harms. Apodanthera tumbeziana ingår i släktet Apodanthera och familjen gurkväxter. Inga underarter finns listade i Catalogue of Life.